# Saint-Trivier-de-Courtes
Saint-Trivier-de-Courtes je naselje in občina v jugovzhodnem francoskem departmaju Ain regije Rona-Alpe. Leta 1999 je naselje imelo 935 prebivalcev.

## Geografija
Kraj se nahaja v pokrajini Bresse 31 km severozahodno od Bourga.

## Administracija
Saint-Trivier-de-Courtes je sedež istoimenskega kantona, v katerega so poleg njegove vključene še občine Cormoz, Courtes, Curciat-Dongalon, Lescheroux, Mantenay-Montlin, Saint-Jean-sur-Reyssouze, Saint-Julien-sur-Reyssouze, Saint-Nizier-le-Bouchoux, Servignat, Vernoux in Vescours s 5.004 prebivalci.
Kanton je sestavni del okrožja Bourg-en-Bresse.